# Lonza Arena
La Lonza Arena est une patinoire couverte de Suisse située à Viège, dans le canton du Valais.
Ouverte en 2019, elle accueille les matchs du HC Viège, pensionnaire actuel de Swiss League. Elle a une capacité de 5 150 spectateurs.

## Projet de construction
L'idée de construire une nouvelle patinoire à Viège a pris forme après le titre de champion de la LNB lors de la saison 2011. À la suite d'une réunion organisée avec les autorités communales en 2012, le projet est prévu pour 2015. Le projet sera situé à 500 m de l'ancienne Litterna-Halle, en direction de Brigue.
À la suite de difficultés de financement, le projet est reporté à 2017. Une nouvelle loi cantonale, en cours d'élaboration, pourrait permettre à la commune d'obtenir un soutien financier plus important de la part du Canton. Le 8 septembre 2016, le projet, développé par la société Frutiger AG, l'architecte principal Scheitlin Syfrig et le bureau d'étude rollimarchini, retenu pour cette nouvelle patinoire est présenté au public,,.
Le coût total du projet est estimé à 35,5 millions de francs. La répartition des coûts est la suivante : 5,7 millions proviennent de la vente de l'ancienne patinoire, 3 millions proviennent de la Lonza Group AG, un sponsor qui donnera son nom à la patinoire, 0,5 million sont couverts par le canton du Valais, 7,5 millions proviennent du club de HC Viège et le solde 18,8 millions est payé par la commune. Les citoyens de Viège votent le 27 novembre 2016 pour approuver ce budget, 75% d'entre eux l'acceptent.
Les premiers coups de pelles sont données sur le terrain de la future patinoire en mars 2018. Au total, 13'000 m3 sont extraits du site. L'inauguration officielle du chantier a eu lieu le 8 avril 2018, en présence du Conseiller d'état Frédéric Favre et du président de la ville de Viège 	Niklaus Furger. Le 19 avril, la mise en œuvre de la loi cantonale est acceptée par le Grand Conseil. Le montant de la subvention reste encore à déterminer. Pour résoudre un problème de sécurité, des murs de béton supplémentaires doivent être construits. Ceux-ci empêchant de voir l'intégralité de la surface de jeu à certains endroits, la capacité de la patinoire est réduite. Les travaux sont terminés dans les délais et la Lonza Arena est prête en septembre 2019.

## Historique
Inauguration de la patinoire, avec match des anciens entre le HC Viège et le HC Sierre. Puis deux matches disputés par l'équipe actuelle contre les SCL Tigers et le HC Davos.
Le 10 septembre 2019 a lieu le premier match officiel disputé à la Lonza Arena. Face au HC La Chaux-de-Fonds, le HC Viège s'impose 6-3 en huitièmes de finale de la Coupe de Suisse. Lors de la 5ème minute de jeu du premier tiers, Andy Ritz est le premier joueur à marquer un but dans cette Arena.
Le 18 septembre, le premier match de championnat a lieu à la Lonza Arena. Le HC Sierre s'impose 3-1. Le but du HC Viège est inscrit par Andy Ritz.
Les 12 et 13 décembre, la ville de Viège accueille un tournoi international dans lequel les équipes de l'Norvège, de l'Russie, de l'Slovaquie et Suisse s'affrontent. La Suisse remporte ce tournoi en battant la Norvège 5-0 et la Russie 8-2.
Le 16 janvier 2020, le premier événement non directement lié au hockey a lieu à la patinoire. l'élection de la personnalité de l'année 2019 pour le canton du Valais. Léonard Gianadda remporte ce titre honorifique.

Le 29 janvier 2019, la Fédération internationale de hockey-balle et street a attribué le Championnat du monde junior de street-hockey 2020 à la ville de Viège et à Rarogne. le 16 avril 2020, en raison de la Pandémie de Covid-19, ceux-ci sont annulés. En mai, la fédération décide d'attribuer à Viège les championnats suivants, ceux de 2021. Mais une fois de plus, la fédération ne parvient pas à les programmer. Pour compenser ces deux annulations, la fédération décide d'attribuer le Championnat du monde de street-hockey 2024 à Viège et Rarogne.

## Descriptif
La Lonza Arena est un bâtiment de 4 étages (sous-sol compris). Elle dispose de 8 entrées, 6 au sud pour les supporters locaux, une au nord-ouest pour les supporters visiteurs et une au nord pour les joueurs, ainsi que pour accéder aux bureaux et aux espaces VIP. Sa superficie totale est de 5700 m2, sa hauteur étant de 15m. sa façade sud est parallèle à la route principale. L’enveloppe transparente du bâtiment permet de fusionner l’intérieur et l’extérieur.
le sous-sol est composé de 10 vestiaires, dont un de 76 m2 réservé à l'équipe première, d'une salle de sport, de salles de massage, d'une salle d'affûtage de patins, d'une salle destinée à l'équipement, de 5 salles destinées aux entraîneurs et arbitres, de douches et toilettes, ainsi qu'un espace commun avec une cuisine. Le rez-de-chaussée est destiné à l'accueil des supporters avec ses 7 loges de restauration et ses accès aux tribunes. Le premier étage est destiné aux bureaux de l'équipe et des salles de réunion. il comprend également un espace restauration. Le deuxième étage est destiné aux restaurants avec vue sur la patinoire. Un "Coin français" a été aménagé pour que les supporters venus de la partie romande du canton puissent s'y retrouver.
L'arène est gérée par un consortium, Lonza Arena AG.

## Liens
- (de) Site officiel
- (en) Ice Rink on hockeyarena
- (de) EHC Visp